# FC 페나피엘
푸테볼 클루브 페나피엘(포르투갈어: Futebol Clube Penafiel, F.C. Penafiel), 는 포르투갈 페나피엘를 연고지로 하는 프로 축구 클럽이다. 현재 포르투갈 2부 리그인 리가 포르투갈 2에 소속되어 있다.

## 선수 명단

### 현역
참고: FIFA 자격 규정에 따라 소속된 국가대표팀 국기를 표시합니다. 선수는 복수의 FIFA 비회원국 국적을 가지고 있을 수 있습니다.
| 번호 | 포지션 | 국적       | 이름                |
| ---- | ------ | ---------- | ------------------- |
| 3    | DF     |            | 구스타보 페르난데스 |
| 6    | MF     |            | 네투                |
| 9    | FW     | 카보베르데 | 헬데르 수케르       |
| 17   | FW     |            | 가브리에우 바르보자 |
| 31   | GK     | 기니비사우 | 마누엘 발데         |

| 번호 | 포지션 | 국적 | 이름 |
| ---- | ------ | ---- | ---- |

## 역대 감독
| 감독              | 임기        |
| ----------------- | ----------- |
| 페르난두 카브리타 | 1985 ~ 1986 |
| 안토니우 소자     | 2007 ~ 2008 |
| 엘데르 크리스토방 | 2023 ~      |